# جيرهارد فيشر (عسكري)
جيرهارد فيشر (بالألمانية: Gerhard Fischer)‏ هو عسكري ألماني، ولد في 12 نوفمبر 1922 في تسفيكاو في ألمانيا، وتوفي في 2013.